# Guinea Ecuatorial en los Juegos Olímpicos de Seúl 1988
Guinea Ecuatorial estuvo representada en los Juegos Olímpicos de Seúl 1988 por seis deportistas, cuatro hombres y dos mujeres, que compitieron en atletismo.
El portador de la bandera en la ceremonia de apertura fue el atleta Manuel Rondo. El equipo olímpico ecuatoguineano no obtuvo ninguna medalla en estos Juegos.